# Aden (kolonia)
Kolonia Adeńska (ang. Colony of Aden, arab. ‏مستعمرة عدن‎/ Mustamarah Adan) – brytyjska kolonia istniejąca w latach 1937–1963, składająca się głównie z miasta portowego Aden i jego najbliższego otoczenia. Przed 1937 roku obszar 121 km² tego terytorium, znany jako Aden Settlement, rządzony był przez Prezydencję Bombaju Indii Brytyjskich.
18 stycznia 1963 roku kolonia przekształciła się w stan Aden (arabski: ولاية عدن / Wilayat Adan) w nowej Federacji Arabii Południowej, a 30 listopada 1967 roku została częścią Ludowo-Demokratycznej Republiki Jemenu.